# Elezioni parlamentari in Estonia del 1940
Le elezioni parlamentari in Estonia del 1940 si tennero il 14 e 15 luglio per l'elezione del Parlamento del popolo; svoltesi contestualmente alle elezioni in Lettonia e in Lituania, furono indette dopo l'occupazione sovietica dei tre paesi. Venne dimostrato che furono elezioni truccate. L'Unione popolare dei lavoratori estoni, l'Eesti Töötava Rahva Liit, un gruppo vicino al Partito Comunista dell'Estonia, fu l'unico partito autorizzato a candidarsi ottenendo tutti gli 80 seggi con il 92,8% dei voti. Il neoeletto Parlamento del popolo dichiarò l'Estonia Repubblica Socialista Sovietica Estone, e il 22 luglio 1940 e chiese l'annessione all'Unione Sovietica. La richiesta venne approvata dal governo sovietico il 6 agosto 1940.

## Contesto

### Antefatti
Le elezioni hanno avuto luogo dopo l'occupazione sovietica dell'Estonia avvenuta nel giugno 1940. Il Partito Comunista istituì l'Unione popolare dei lavoratori per candidarsi alle elezioni, nonostante avesse solo tre giorni per organizzarsi, mentre l'opposizione presentò 78 candidati in 66 degli 80 collegi elettorali Riigikogu. Tuttavia, al primo ministro Johannes Vares venne ordinato dal politico sovietico Andrej Ždanov di rimuovere i candidati dell'opposizione dal ballottaggio. I candidati dell'opposizione dovevano infatti presentare un manifesto entro poche ore, cosa che molti di loro fecero. Tuttavia, quasi tutti vennero successivamente rimossi da una combinazione di minacce, violenze e intimidazioni. Rimase un solo candidato dell'opposizione, Jüri Rajur-Liivak, in seguito arrestato insieme agli altri candidati rimossi.

### Svolgimento
Le elezioni non erano libere. Infatti, il primo giorno delle elezioni, il principale quotidiano estone, Rahva Hääl scrisse che "sarebbe estremamente sconsiderato sottrarsi alle elezioni. [...] Solo i nemici del popolo rimangono a casa il giorno delle elezioni". Inoltre, le truppe dell'Armata Rossa erano presenti nei seggi elettorali della seconda città estone, Tartu.

### Esito
Durante l'occupazione tedesca dell'Estonia nel contesto della seconda guerra mondiale, i dati delle elezioni furono riesaminati. L'affluenza alle urne risultò pari all'80,1% e la percentuale di voto per l'Unione popolare dei lavoratori estoni è stata rivista al 91,6%. Le distorsioni nelle cifre ufficiali sono state causate da funzionari che hanno ridotto artificialmente il numero di elettori registrati e contando i voti non validi come validi, oltre a assegnare voti ricevuti da Rajur-Liivak alla Unione popolare dei lavoratori. Ulteriori prove hanno dimostrato che il comitato elettorale aveva manipolato 35 119 voti.

## Risultati
| Liste                                 | Voti    | %     | Seggi |
| ------------------------------------- | ------- | ----- | ----- |
| Unione Popolare Estone dei Lavoratori | 548 631 | 92,83 | 80    |
| Voti non validi                       | 42 399  | 7,17  | –     |
| Totale                                | 591 030 | 100   | 80    |
| Elettori                              | 703 059 |       |       |